# The 100 Scariest Movie Moments
The 100 Scariest Movie Moments fue una miniserie de 5 episodios mostrada a finales de octubre del 2004 a través del canal de televisión Bravo.
El programa muestra una cuenta regresiva durante cinco programas de los 100 momentos más impactantes de las películas en la historia del cine, con entrevistas a expertos en películas de horror y otras celebridades que experimentaron las películas en la lista, y además se presentan clips de las películas.

## Lista
(NOTA: Las películas aparecen con su nombre original)

### Programa 1
- 100. 28 Days Later
- 99. Creepshow
- 98. Zombi 2
- 97. Cat People
- 96. The Birds
- 95. Jurassic Park
- 94. Child's Play
- 93. Pacific Heights
- 92. Village of the Damned
- 91. Shallow Grave

### Programa 2
- 90. The Night of the Hunter
- 89. Alice, Sweet Alice
- 88. Invasion of the Body Snatchers
- 87. Black Christmas
- 86. The Wizard of Oz
- 85. Sei donne per l'assassino
- 84. Blue Velvet
- 83. The Others
- 82. The Terminator
- 81. The Howling

### Programa 3
- 80. Poltergeist
- 79. Dracula
- 78. The Brood
- 77. Signs
- 76. The Evil Dead
- 75. Candyman
- 74. Willy Wonka & The Chocolate Factory
- 73. Blood Simple
- 72. Them!
- 71. The Sixth Sense

### Programa 4
- 70. The Stepfather
- 69. Re-Animator
- 68. The Black Cat
- 67. Duel
- 66. Le locataire
- 65. Marathon Man
- 64. Near Dark
- 63. Deliverance
- 62. The Wolf Man
- 61. El espinazo del diablo

### Programa 5
- 60. E tu vivrai nel terrore! L'aldilà
- 59. Fatal Attraction
- 58. Cujo
- 57. House of Wax
- 56. Single White Female
- 55. Spoorloos
- 54. The Changeling
- 53. Dèmoni
- 52. The Phantom of the Opera
- 51. The Dead Zone

### Programa 6
- 50. The Last House on the Left
- 49. Les Diaboliques
- 48. The Thing
- 47. Nosferatu, eine Symphonie des Grauens
- 46. The Sentinel
- 45. The Wicker Man
- 44. The Game
- 43. It's Alive
- 42. An American Werewolf in London
- 41. The Hills Have Eyes

### Programa 7
- 40. La maschera del demonio
- 39. Dawn of the Dead
- 38. Peeping Tom
- 37. House on Haunted Hill
- 36. Cape Fear
- 35. Aliens
- 34. The Hitcher
- 33. La mosca
- 32. Pet Sematary
- 31. Friday the 13th

### Programa 8
- 30. The Blair Witch Project
- 29. La serpiente y el arco iris
- 28. When a Stranger Calls
- 27. Frankenstein
- 26. Seven
- 25. Phantasm
- 24. Suspiria
- 23. Rosemary's Baby
- 22. Don't Look Now
- 21. Jacob's Ladder

### Programa 9
- 20. The Ring
- 19. Hellraiser
- 18. The Haunting
- 17. A Nightmare on Elm Street
- 16. La profecía
- 15. Freaks
- 14. Halloween
- 13. Scream
- 12. Misery
- 11. Audition

### Programa 10
- 10. Wait Until Dark
- 9. La noche de los muertos vivientes
- 8. Carrie
- 7. The Silence of the Lambs
- 6. El resplandor
- 5. The Texas Chain Saw Massacre
- 4. Psicosis
- 3. El exorcista
- 2. La profecía
- 1. Jaws

### Directores con más películas en el conteo
1.er lugar (5 películas)
Wes Craven - The Last House on the Left, The Hills Have Eyes, The Serpent and the Rainbow, A Nightmare on Elm Street, Scream
2.º lugar (3 películas):
David Cronenberg - The Fly, The Brood, The Dead Zone
George A. Romero - Night of the Living Dead, Dawn of the Dead, Creepshow
Steven Spielberg - Jurassic Park, Duel,  Jaws
3.er lugar (2 películas):
John Carpenter - The Thing, Halloween
David Fincher - Seven, The Game
M. Night Shyamalan - The Sixth Sense, Signs
Alfred Hitchcock - Psycho, The Birds
Mario Bava - La maschera del demonio, Sei donne per l'assassino
Tod Browning - Freaks, Dracula
Roman Polanski - Rosemary's Baby, Le locataire
Tobe Hooper - The Texas Chain Saw Massacre, Poltergeist
Lucio Fulci - Zombi 2, E tu vivrai nel terrore! L'aldilà

### Mención notable
Seis adaptaciones de Stephen King aparecen en la lista: Carrie, Cujo, The Dead Zone, Misery, Pet Sematary y El resplandor. También aparece en la lista Creepshow; que no es una adaptación, pero fue coescrita por King.
La película El espinazo del diablo es la única película de habla hispana en la lista.

## Entrevistados[2]
- Stephen King
- Wes Craven
- Deron Miller
- Felissa Rose
- Jessie Garcia
- Peter Jackson
- Guillermo del Toro
- George A. Romero
- Dario Argento
- Bruce Campbell
- Rob Reiner
- Mary Lambert
- Jennifer Tilly
- Ramsey Campbell
- Kim Newman
- Don Coscarelli
- Angus Scrimm
- Rider Strong
- Tobe Hooper
- Robert Englund
- John Carpenter
- John Landis
- Courteney Cox
- Rob Zombie
- Tom Savini
- Mark Kermode
- Clive Barker
- Jordan Ladd
- Gilbert Gottfried
- Eli Roth
- Steve Niles
- Maitland McDonagh
- Aviva Briefel
- Tony Todd
- Xander Berkeley
- Danny Pintauro
- Alanna Ubach